# Réz(II)-acetát
A réz(II)-acetát a Cu(CH3COO)2 kémiai képlettel rendelkező vegyület. A hidratált változata, amely Cu atomonként tartalmaz egy vízmolekulát, kereskedelmi forgalomban van. Az anhidrát Cu(CH3COO)2 sötétzöld kristály, míg a Cu2(CH3COO)4·(H2O)2 inkább kékeszöld színű. Már az ókor óta használtak réz-acetátokat gombaölőszerként, valamint pigmentekhez. Manapság réz(II)-acetátokat számos szervetlen és szerves vegyületek szintetizálásához alkalmazzák reagensként. Sok más rézvegyülethez hasonlóan a réz-acetát is kékeszöldre festi a lángot. A hoganit ásvány a réz(II)-acetát természetben is előforduló alakja.

## Felépítése
A réz-acetát hidrát alakja a ródium(II)- és króm(II)-acetát rokonvegyületeihez hasonló felépítéssel rendelkezik. Az acetátcsoportok egy-egy oxigénatomja 1,97 Å (197 pm) hosszú kötéssel kapcsolódik egy Cu atomhoz. A koordinációs szférát két víz ligandum egészíti ki, ahol a Cu−O távolság 2,20 Å (220 pm). A két, 5-ös koordinációs számmal rendelkező rézatom között csupán 2,62 Å (262 pm) van, amely közelíti az elemi rézre jellemző Cu–Cu távolságot. A két réz központ úgy lép kölcsönhatásba egymással, hogy jelentősen csökken a mágneses momentum olyannyira, hogy 90 K körül a Cu2(CH3COO)4·(H2O)2 alapvetően diamágneses az ellentétes spinek kioltása miatt. A Cu2(CH3COO)4·(H2O)2 jelentős volt az antiferromágneses párosítás modern elméleteinek kidolgozásában.

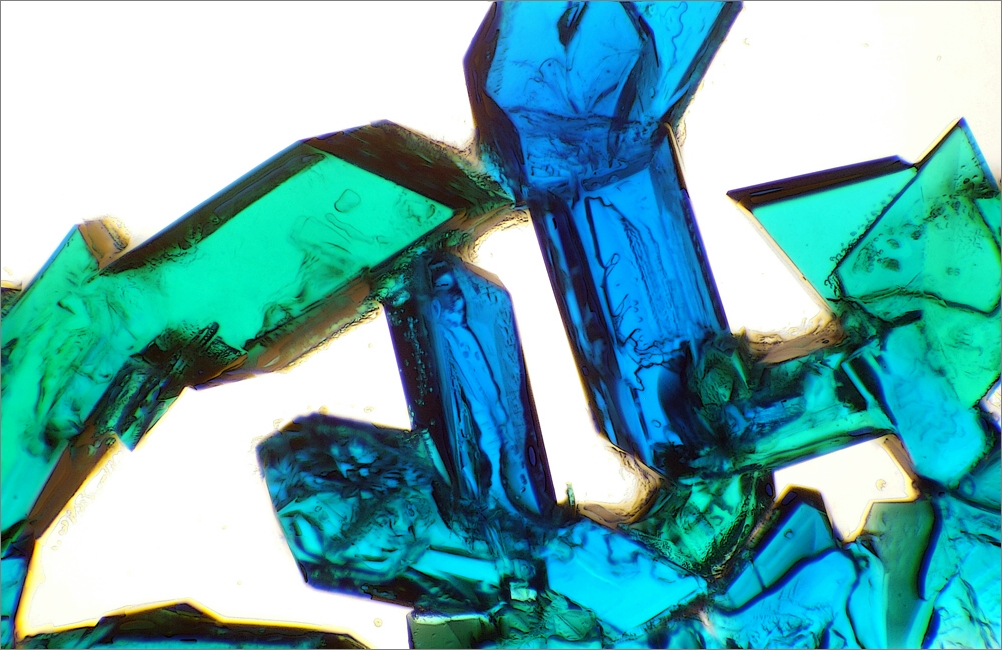
Monohidrát réz(II)-acetát

## Előállítása
A réz(II)-acetátot iparilag réz(II)-hidroxid vagy réz(II)-karbonát ecetsavban való hevítésével állítják elő.

## Rokonvegyületei
Vízmentes réz(II)-acetát és rézfém keverékét hevítve réz(I)-acetátot kapunk:
Cu + Cu(OAc)2 → 2 CuOAc
A réz(II) vegyülettel ellentétben a réz(I)-acetát színtelen és diamágneses.

## Alkalmazása kémiai szintézisben
A réz(II)-acetát oxidálószerként alkalmazható néhány szerves szintézisben. Az Eglinton-reakcióban a Cu(CH3COO)2 molekulát terminális alkinek összekapcsolására használják, melynek révén 1,3-diint kapunk:
Cu2(OAc)4 + 2 RC≡CH → 2 CuOAc + RC≡C−C≡CR + 2 HOAc
Alkalmazható akrilnitril hidroaminálásához.
Oxidálószerként alkalmazzák a Barfoed-tesztben is.
Arzén-trioxiddal réz-arzenitet képez, mely erős rovarölő- és gombaölőszer, pigmentként schweinfurti zöldnek vagy párizsi zöldnek is nevezik.

## Fordítás
Ez a szócikk részben vagy egészben  a   Copper(II) acetate című angol Wikipédia-szócikk ezen változatának fordításán alapul.  Az eredeti cikk szerkesztőit annak laptörténete sorolja fel. Ez a jelzés csupán a megfogalmazás eredetét és a szerzői jogokat jelzi, nem szolgál a cikkben szereplő információk forrásmegjelöléseként.